# Скрементов, Михаил Никифорович
Михаил Никифорович Скрементов (19.12.1904 — 01.01.1949) — командир расчета 82-мм миномета 164-го стрелкового полка, старшина — на момент представления к награждению орденом Славы 1-й степени. Один из немногих полных кавалеров ордена Славы, награждённых четырьмя орденами.

## Биография
Родился 19 декабря 1904 года, в деревне Каймары, Высокогорского района Республики Татарстан, в крестьянской семье. Окончил 7 классов. Член КПСС с 1942 года. Работал председателем колхоза «Каймарский».
В июне 1941 года был призван в Красную Армию Высокогорским райвоенкоматом. С того же времени участвовал в боях с захватчиками. Воевал на Северо-Западном, Калининском и 3-м Прибалтийском фронтах. В декабре 1941 года был ранен, после госпиталя вернулся на фронт. К началу 1944 года воевал в составе 164-го стрелкового полка 33-й стрелковой дивизии командиром стрелкового отделения, затем минометчиком. В составе этой части прошел до конца войны.
В январе-феврале 1944 года дивизия вела бои в Псковской области. 7-8 февраля в боях в районе сел Никольское и Айдарово старший сержант Скрементов умело командовал отделением, отбил три контратаки противника и удержал свои позиции, лично истребил более 15 противников. За эти бои получил первую боевую награду — орден Красной Звезды.
С марта до середины июля 33-я стрелковая дивизия стояла в обороне на Стрежневском плацдарме не реке Великая. Затем принимала участие в Псковско-Островской операции, в этих боях старший сержант Скрементов был уже минометчиком.
За время наступательных боев с 16 по 27 июля 1944 года за время боев в районе населенных пунктов Пушкинские Горы и Остров Псковской области старший сержант Скрементов огнём из миномета уничтожил 5 огневых точек противника и до взвода противников, чем обеспечил успешные действия стрелковых подразделений. Был представлен к награждению орденом Славы 3-й степени.
26-27 июля 1944 года в боях восточнее городов Лаура и Алуксне старший сержант Скрементов точно и быстро наводил миномет на цель. Расчет уничтожил 6 огневых точек и до 60 вражеских солдат, способствовал отражению 12 контратак. При прорыве кольца окружения вынес полностью материальную часть. Был вновь представлен к награждению орденом Славы 3-й степени.
Приказами командира 33-й стрелковой дивизии от 2 августа и 10 августа старший сержант Скрементов Михаил Никифорович награждён двумя орденами Славы 3-й степени.
1-3 марта 1945 года в боях в районе города Реч командир расчета 82-мм миномета старшина Скрементов с бойцами уничтожил 3 огневые точки противника и до 10 противников.
Приказом по войскам 3-й ударной армии от 18 марта 1945 года старший сержант Скрементов Михаил Никифорович награждён орденом Славы 2-й степени.
С 22 апреля по 2 мая 1945 года в боях за город Берлин старшина Скрементов, командуя бойцами расчета, уничтожил 4 огневые точки противника, 8 фаустников и свыше 15 автоматчиков.
В 1945 году демобилизован. Вернулся в родную деревню.
Указом Президиума Верховного Совета СССР от 15 мая 1946 года за образцовое выполнение боевых заданий командования на фронте борьбы с немецкими захватчиками и проявленные при этом доблесть и мужество старшина Скрементов Михаил Никифорович награждён орденом Славы 1-й степени. Стал полным кавалером ордена Славы.
Работал заместителем председателя колхоза, завхозом в селе Семиозерка Высокогорского района Татарской АССР. Скончался 1 января 1949 года. Похоронен на сельском кладбище в деревне Каймары.
Награждён орденами Красной Звезды, Славы 1-й и 2-й степени, двумя орденами Славы 3-й степени, медалями.